# Bobekoides microps
Bobekoides microps är en stekelart som beskrevs av Van Achterberg 1998. Bobekoides microps ingår i släktet Bobekoides och familjen bracksteklar. Inga underarter finns listade.